# Chrysoctenis ramosaria
Chrysoctenis ramosaria là một loài bướm đêm trong họ Geometridae.